# Hadrianus
Publius Aelius Hadrianus (24. ledna 76 v Italice – 10. července 138 nedaleko Neapole), běžně známý jako Hadrianus (česky Hadrián), byl římský císař v letech 117 až 138. Náležel k tzv. adoptivním císařům, mezi nimiž vládl jako třetí v pořadí.
Hadrianus pocházel z význačného rodu Aeliů, jenž původně sídlil v italském kraji Picenum a později se usadil v římské kolonii Italice v Hispánii. Hadrianův předchůdce Traianus byl bratrancem jeho otce. I přes hojné náznaky přízně se Traianus zdráhal oficiálně určit Hadriana za svého následníka. Podle Pompeii Plotiny, Traianovy manželky, ho jmenoval císařem teprve krátce před svou smrtí. Plotina projevovala Hadrianovi své sympatie, čemuž zřejmě Hadrianus vděčil za svou vládu.
Podpora ze strany Plotiny byla obecně považována za příčinu Hadrianova nástupnictví. Existují ovšem důkazy svědčící o tom, že si Hadrianus vydobyl císařskou hodnost svými zásluhami při správě a velení ještě za doby trvání Traianova života. Mezi léty 100 a 108 podal Traianus několik veřejných dokladů své osobní náklonnosti vůči Hadrianovi, když ho zasnoubil se svou praneteří Vibií Sabinou, zařadil ho mezi svůj doprovod, obdaroval ho diamantovým prstenem od Nervy, což si Hadrianus vykládal jako znamení příslibu následnictví, doporučil ho do úřadu konzula (consul suffectus) a zahrnul ho četnými jinými poctami a dary. Ačkoli Hadriana s Traianem poutal příbuzenský svazek, rozhodující vliv na jeho budoucnost měli patrně Plotina a Lucius Licinius Sura, Traianův blízký přítel.
Hadrianovy vztahy se senátem se vyznačovaly určitým napětím vyvolaným popravou čtyř předních konzulárů, kteří údajně osnovali spiknutí proti císaři. Správní reformy provedené během jeho panování dále podnítily opozici ze strany senátorů, neboť Hadrianus uskutečnil reorganizaci administrativního systému, v němž zaujímali stále důležitější postavení zkušení odborníci. V důsledku toho byl výkon mnoha oblastí státní správy přenesen do rukou profesionálních úředníků, čímž byla oslabena pozice senátorských a aristokratických elit.

## Život

### Mládí
Celá řada antických pramenů uvádí, že Hadrianus se narodil 24. ledna 76 v Italice (poblíž dnešní Sevilly) v provincii Hispania Baetica. Nicméně v císařově životopise v Historii Augustě je zmíněno, že Hadrianovým rodištěm byl Řím. Hadrianovi předkové pocházeli z Hadrie (Atri), města v Picenu v Itálii, odkud se přesunuli do hispánské Italiky nedlouho po jejím založení Scipionem Africanem. Hadrianův děd Aelius Maryllinus byl prvním příslušníkem rodu Aeliů, jenž se stal členem římského senátu. Jeho otec Publius Aelius Hadrianus Afer byl taktéž senátorem a dosáhl hodnosti praetora, přičemž strávil většinu svého života v Římě. Aeliové byli spřízněni s významnými aristokratickými rodinami. Afer byl z matčiny strany bratrancem Traiana. Domitia Paulina, Hadrianova matka, byla dcerou hispano-římského senátora z města Gades (Cádiz), zatímco Hadrianova sestra Aelia Domitia Paulina byla provdána za trojnásobného konzula Lucia Julia Ursa Serviana.

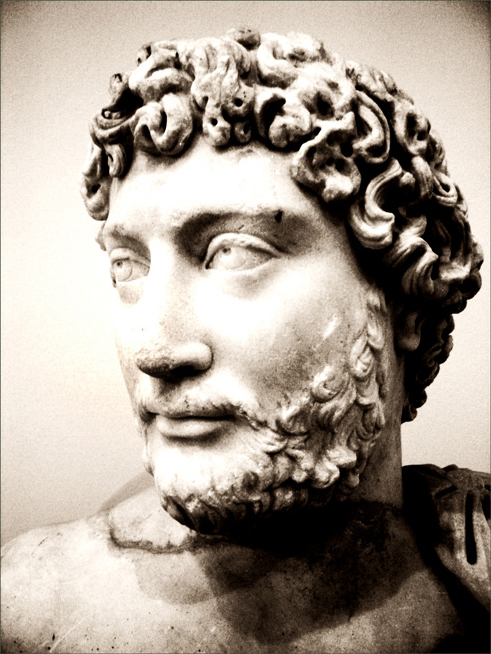
Hadrianova busta v Národním archeologickém muzeu v Athénách

Poté, co Afer v roce 86 zemřel, byli Traianus a jezdec Publius Acilius Attianus ustaveni Hadrianovými poručníky. Ve věku čtrnácti let navštívil Hadrianus Italiku, kde pobyl sotva jeden rok, načež byl pozván do Říma Traianem, tehdy zastávajícím konzulát. Do Italiky se Hadrianus již nikdy nevrátil, později ji ale povýšil na kolonii. V průběhu svých školních studií se Hadrianus velice podrobně zajímal o řeckou literaturu, kvůli čemuž mu někteří lidé přezdívali „Řekáček“ (Graeculus). Po završení vzdělávání započal v roce 94 svoji veřejnou dráhu (cursus honorum) působením ve sboru vigintisexvirů. Následně vykonával hodnost vojenského tribuna v legii II Adiutrix, umístěné ve městě Aquincum (Budapešť). Nato byl převelen k legio V Macedonica na dolním Dunaji. Po Nervově smrti na počátku roku 98 Hadrianus spěšně odcestoval za Traianem do Horní Germánie, aby ho osobně informoval o jeho nástupu na trůn. Zde setrval jako tribun u legie XXII Primigenia, jež byla posádkou v Moguntiacu (Mohuč). V roce 101 byl na přímluvu císaře určen za quaestora.
Za první dácké války Hadrianus doprovázel Traiana jako comes Augusti do Dácie, nezůstal ovšem po jeho boku po celé trvání kampaně, nýbrž se odebral do Říma, aby se ucházel o úřad tribuna lidu. Po vypuknutí druhé dácké války byl Traianovi znovu nablízku, tentokrát jako legát legio I Minervia. Po ukončení konfliktu velel legii v Dolní Panonii a posléze byl jmenován místodržitelem této provincie. Klidná zahraničněpolitická situace římské říše za Hadrianova panování nijak zvlášť neprověřila jeho vojenskou zdatnost. Jeho zkušenosti s velením vojsku a prokázané řídicí schopnosti však nasvědčují určitému talentu v oblasti strategie. V roce 108 byl zvolen konzulem (consul suffectus) a někdy na přelomu let 110 a 111 se vydal do Athén, kde se setkal s filosofem Epiktétem, představitelem stoicismu, s nímž ho pojilo hluboké přátelství. Přímý kontakt s helénskou kulturou na Hadriana velmi zapůsobil. Dokladem toho je skutečnost, že po vzoru řeckých filozofů nosil vous, což bylo u Římanů zcela neobvyklé. V Athénách byl zvolen archóntem, a dokonce mu bylo uděleno athénské občanství.
Podle Historie Augusty patřil Hadrianus mezi Traianovy oblíbence. Přesto jejich vztahy nebyly vždy dobré, v čemž sehrála svoji roli Traianova slabost vůči mladým chlapcům, o níž se zmiňuje rovněž Cassius Dio. Traiana si Hadrianus opět naklonil prostřednictvím Lucia Licinia Sury, vlivného a bohatého senátora původem z Tarraca (Tarragona), který zemřel patrně v roce 108. Navíc byl chráněncem císařovny Pompeiy Plotiny. V roce 100 upevnil Hadrianus své spojení s císařskou rodinou svatbou s Vibií Sabinou, Traianovou praneteří.
Během tažení proti Parthům působil v Traianově štábu ve funkci legáta. V počáteční vítězné fázi války, ani při následném povstání v Mezopotámii Hadrianus nevykonal nic zaznamenání hodného. Poté, co byl dosavadní místodržitel Sýrie vyslán uklidnit opětovně rozjitřené poměry v Dácii, byl Hadrianus jmenován na jeho místo. V té době už se vážně nemocný Traianus rozhodl ke zpáteční cestě do Říma, zatímco Hadrianus měl setrvat v Sýrii a udržovat pořádek na východě. Císař dorazil do kilického Selinúntu, aniž mohl kvůli zhoršujícímu se zdravotnímu stavu pokračovat. Přestože Hadrianus byl zřejmě jediným možným nástupcem, Traianus ho dosud neadoptoval, a neustavil ho tedy svým dědicem. Teprve na smrtelné posteli, ošetřován Plotinou, Hadriana přijal za svého syna. Jelikož příslušný dokument byl podepsán Plotinou, nabízí se domněnka, že Traianus byl mrtev dříve, než stihl Hadriana skutečně adoptovat. Po Traianově smrti zveřejnili 9. srpna 117 Plotina a pretoriánský prefekt Publius Acilius Attianus Hadrianovu adopci. 11. srpna byl pak Hadrianus pozdraven syrskými legiemi jako císař a tento den slavil jako okamžik svého nástupu na trůn (dies imperii).

### Zajištění vlády

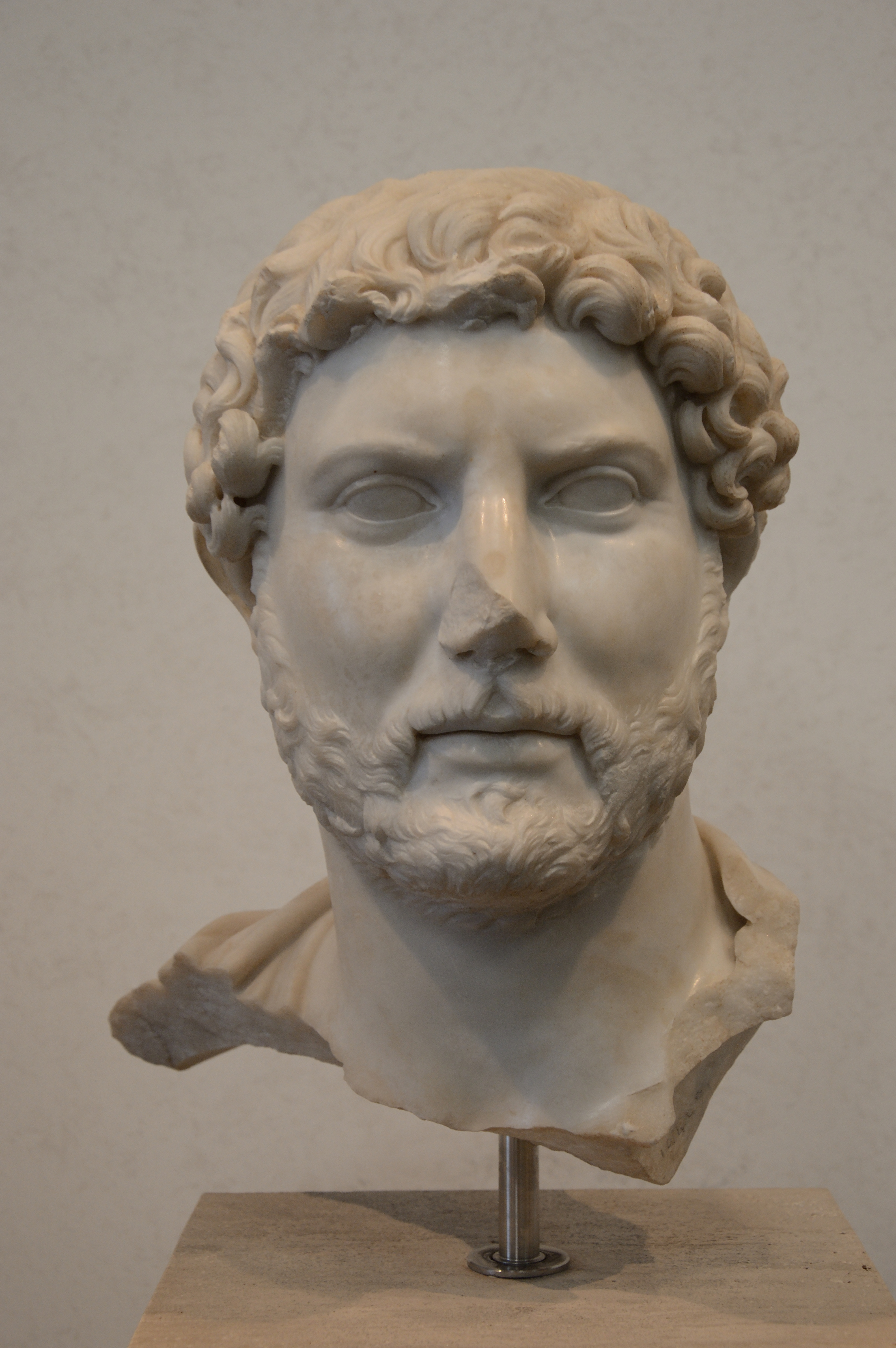
Replika Hadrianovy podobizny z počátku vlády

Krátce po uchopení moci si Hadrianus zabezpečil podporu armády. Propustil Lusia Quieta, římského vojevůdce berberského původu, jenž se účastnil výpravy na východ a jehož Traianus určil za správce Judeje. Quietova vojenská proslulost z něho dělala Hadrianova potenciálního soupeře. Třebaže aklamace vojskem učinila Hadrianovo povýšení do císařské hodnosti nezvratnou skutečností, Hadrianus respektoval tradiční zvyklosti a požádal dopisem senát o potvrzení. Když byly senátorům předloženy písemnosti dokládající Hadrianovu adopci, byla i jimi jeho vláda formálně akceptována. Zvěsti o nepravosti dokumentu nebyly brány příliš vážně, neboť legitimita Hadrianovy vlády byla odvozena ze souhlasu senátu a armády. Zaneprázdněn úpravou administrativních záležitostí v provinciích na východě a na Dunaji, stejně jako doznívajícím konfliktem se Židy, nevěnoval Hadrianus dostatečnou pozornost konsolidaci své moci v hlavním městě. Konečně v létě 118 dorazil do Říma, přičemž dal uctít památku svého zesnulého předchůdce jeho prohlášením za boha a uspořádáním velkolepého triumfu.
Hadrianův příjezd byl zastíněn popravou někdejších konzulů Lusia Quieta, Gaia Avidia Nigrina, Aula Cornelia Palmy a Publilia Celsa, kteří byli usmrceni za císařovy nepřítomnosti z iniciativy prefekta Attiana. Příčina tkvěla v domnělém spiknutí této čtveřice proti Hadrianovi. Ten se sice vždy zříkal odpovědnosti za jejich smrt, nicméně jeho vztahy se senátem byly touto událostí vážně poznamenány. Nepochybně existovalo nepřátelství některých kruhů vůči Hadrianovi, protože brzy opustil Traianovu ambiciózní politiku expanze. Kromě toho Hadrianovo ustavení císařem vyvolalo proti němu žárlivost jiných možných kandidátů trůnu. Všichni popravení konzulárové byli Traianovými muži, takže jejich odstranění poskytlo Hadrianovi větší volnost rozhodování, avšak odpor senátorů za tento čin ho pronásledoval po zbytek jeho vlády. Nelibost senátu zvyšovala i císařova snaha získat principátu širší podporu provinciálů, čímž bylo podkopáváno dosavadní výsostné postavení hlavního města.

### Armáda

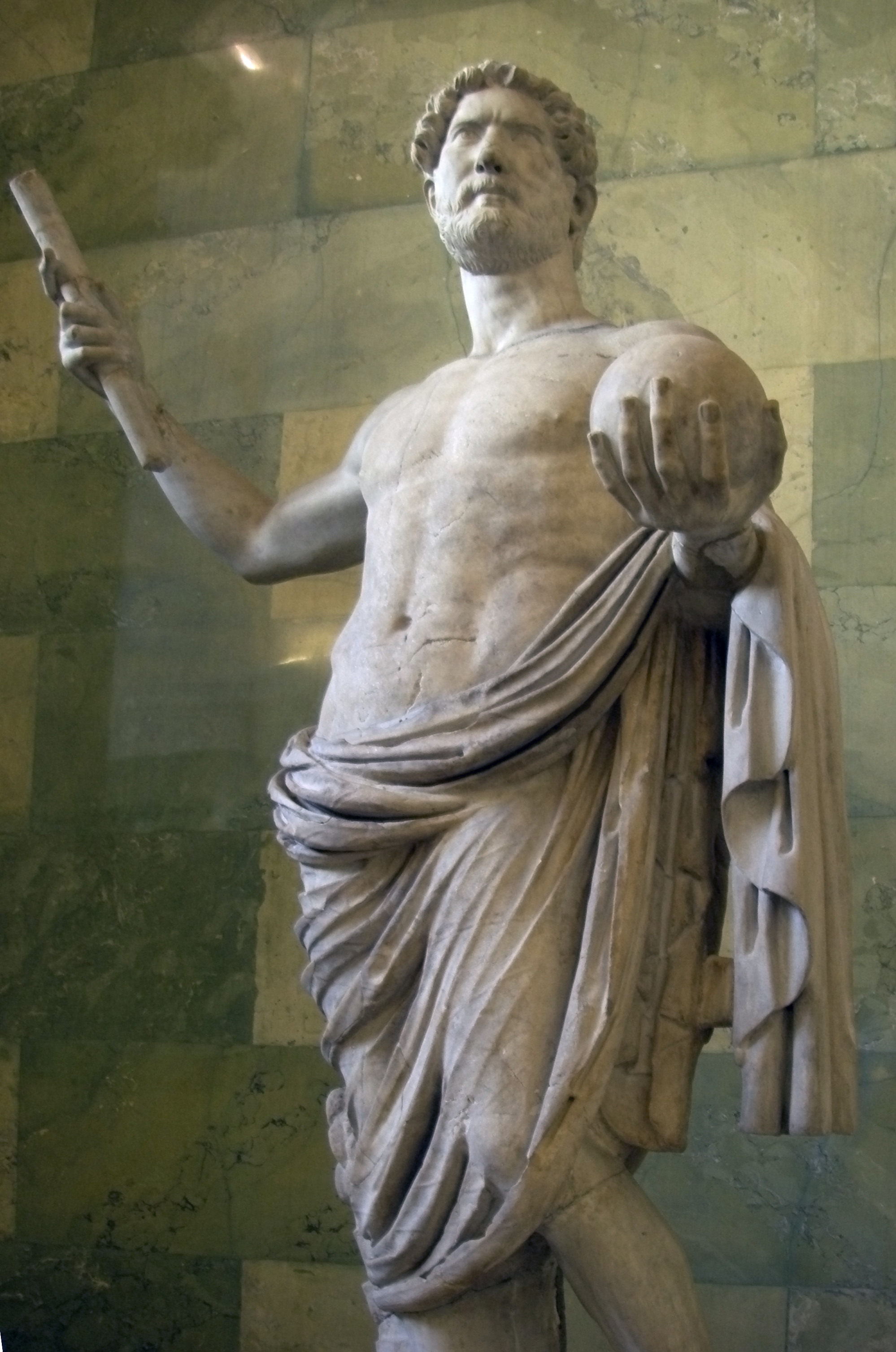
Kolosální socha triumfujícího Hadriana v petrohradské Ermitáži

S výjimkou Bar Kochbova povstání byla Hadrianova vláda prosta náročnějších vojenských střetnutí. Traianovy výboje v Arménii a Mezopotámii pokládal Hadrianus, vzhledem k nadměrným logistickým těžkostem spojeným se stálým udržováním vojska v těchto odlehlých oblastech, za neudržitelná, a proto je už v úvodu svého panování nechal vyklidit. Dále zvažoval ústup z Dácie. Odstoupení teritoriálních zisků na východě, jemuž oponovala značná část armády, bylo zaměřeno na vymezení přirozených, stabilních a snadno hájitelných hranic. Ty měly být vyztuženy důkladně propracovanými pohraničními opevněními. Nejproslulejším z nich se stala zeď táhnoucí se na severu Británie mezi Solway Firth a dnešním Newcastlem, známá jako Hadriánův val. Touto obrannou linií byla římská provincie na jihu izolována od domorodých Kaledoňanů obývajících sever Velké Británie. Po svém vybudování byl val spravován jedině tehdy, pokud barbarské kmeny obzvláště intenzivně ohrožovaly římské území. Četné fortifikace, pevnosti a předsunuté strážní věže, zajištěné silnicemi a obsazené posádkami, střežily rovněž hranici na Rýně a Dunaji (Limes Romanus).
Hadrianus se snažil zpevnit hranice také diplomatickými prostředky, tudíž uzavíral spojenecké smlouvy s kmeny žijícími mimo hranice říše. Do oblastí nejvíce vystavených nepřátelským nájezdům byly vysílány detašované kohorty, označované jako vexilace (vexillationes). Tímto způsobem byla zabezpečována flexibilita nezbytná při obraně hranic. Vedlejším důsledkem vexilací byla stabilizace rozložení legií podél hranic a těsnější kontakt mezi vojáky a obyvatelstvem zázemí vojenských táborů. To se často skládalo z veteránů usazených v koloniích, kteří napomáhali udržování pořádku v okolních krajích. Při svých opakovaných osobních inspekcích Hadrianus velice dbal na to, aby disciplína, bojeschopnost a morálka mužstva byly zachovány intenzivním vojenským drilem, jenž měl zamezit propuknutí neklidu. Sám šel v tomto ohledu příkladem, když neváhal snášet stejné životní podmínky a jíst tutéž stravu jako řadový legionář. Všechna tato Hadrianova opatření směřovala k prosazení nové defenzivní strategické doktríny, jejímž cílem bylo dosažení maximální vojenské efektivnosti ve všech okrajových částech říše.
Za Hadrianova panování nenastala žádná podstatnější inovace struktury armády. Podle zkoumání historiků došlo však k prohloubení některých stávajících vojenských trendů, jelikož vznikly nové oddíly složené z místních odvedenců bez římského občanství, čímž byly posíleny stavy pomocných sborů (auxilia). Vzrostl tak jejich podíl na římské vojenské moci a souběžně pokračovala tendence poklesu počtu italských branců v rámci legií. Příčiny zvyšujícího se důrazu kladeného na pomocné sbory spočívaly ve specializovanějším a nekonvenčnějším vybavení a zaměření těchto druhů vojsk. Velký význam náležel v tomto směru především těžké jízdě. Častějším zařazováním auxilií do římské armády docházelo k rozšiřování rezervoáru lidských sil, neboť potomci mužů působících v pomocných sborech směli sloužit jako legionáři. Výdaje vynakládané na vydržování auxilií byly navíc znatelně nižší ve srovnání s těmi, jež byly spojeny s legiemi.

### Kulturní politika

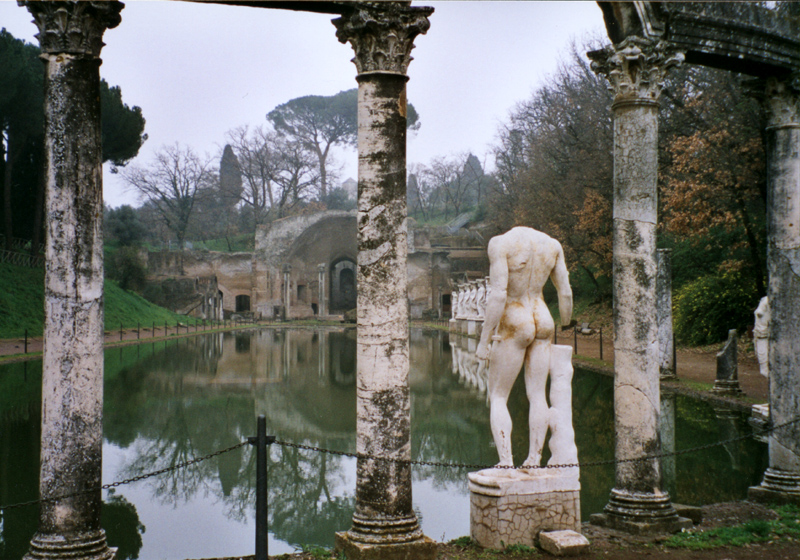
Zahrady Hadriánovy vily v Tivoli

Historik Ronald Syme charakterizoval Hadriana jako jednoho z nejvšestrannějších římských císařů, protože prokazoval široké znalosti a dovednosti ve všech intelektuálních a uměleckých oborech a činnostech. Jako nadšený obdivovatel kultury podporoval rozvoj nových podob umění po celé říši. Hadriánova vila v Tiburu (dnešní Tivoli) byla jedním z nejskvělejších římských příkladů zahrad vyvedených v alexandrijském stylu. V současnosti je tato vila z velké části zničena, na čemž nesl značný díl odpovědnosti kardinál d’Este, jenž nechal odstranit mnohé mramorové segmenty, jichž bylo použito při výstavbě villy d'Este. Pantheon, postavený v Římě Agrippou a zničený velkým požárem v roce 80, byl za Hadriana rekonstruován a svůj tehdejší kupolovitý vzhled si podržel až do dnešních dnů. Tento monument, který patří mezi nejlépe dochované antické památky v Římě, představoval důležitý zdroj inspirace pro architekty období renesance a baroka. Hadrianus taktéž dokončil Trajánovo fórum zřízením prostorného Trajánova chrámu. Na východním konci Fora Romana dal vybudovat jedinečný chrám Venuše a Romy, překonávající svou velikostí všechny dosavadní římské svatyně.
Zájem o architekturu projevoval Hadrianus již v dobách dávno předcházejících svému nástupu na trůn, nicméně zdá se, že jeho dychtivost nebyla vždy vítána. Apollodóros z Damašku, slavný stavitel Trajánova fóra, se odmítl zabývat jeho návrhy. Při jiné záležitosti, kdy Traianus konzultoval s Apollodórem jistý architektonický problém, přerušil Hadrianus jejich rozpravu, aby sdělil svůj názor, načež ho Apollodóros odbyl slovy: „Běž kreslit své báně. Těmto věcem nerozumíš.“ Báněmi měl Apollodóros na mysli Hadrianovy náčrty kupolí, jakou bylo třeba Serapeum v Hadriánově vile. Kolovaly určité zvěsti, podle nichž měl Hadrianus, jakmile se po Traianovi chopil vlády, poslat Apollodóra do vyhnanství a přikázat jeho zavraždění. Je ovšem vysoce pravděpodobné, že tento pozdější příběh byl pokusem o očernění císaře. Ačkoli se totiž Hadrianus těšil poměrně vysoké oblibě mezi obyvateli říše, nedostávalo se mu všeobecného přijetí, a to ani za života, ani po smrti.
Hadrianus psal poezii latinsky i řecky, přičemž se dochovalo několik jemu připisovaných básní, včetně latinských veršů složených na smrtelné posteli. Vyhotovil i vlastní životopis, v němž chtěl vyvrátit určité spekulace a pověsti a ozřejmit jistá rozhodnutí učiněná za jeho vlády. Tato práce byla sice ztracena, patrně z ní ale čerpal Marius Maximus nebo jiný antický historik, z jehož spisu vycházel autor Hadrianova životopisu v Historii Augustě. Přinejmenším některá tvrzení obsažená v tomto díle zřejmě pocházejí z Hadrianovy autobiografie.

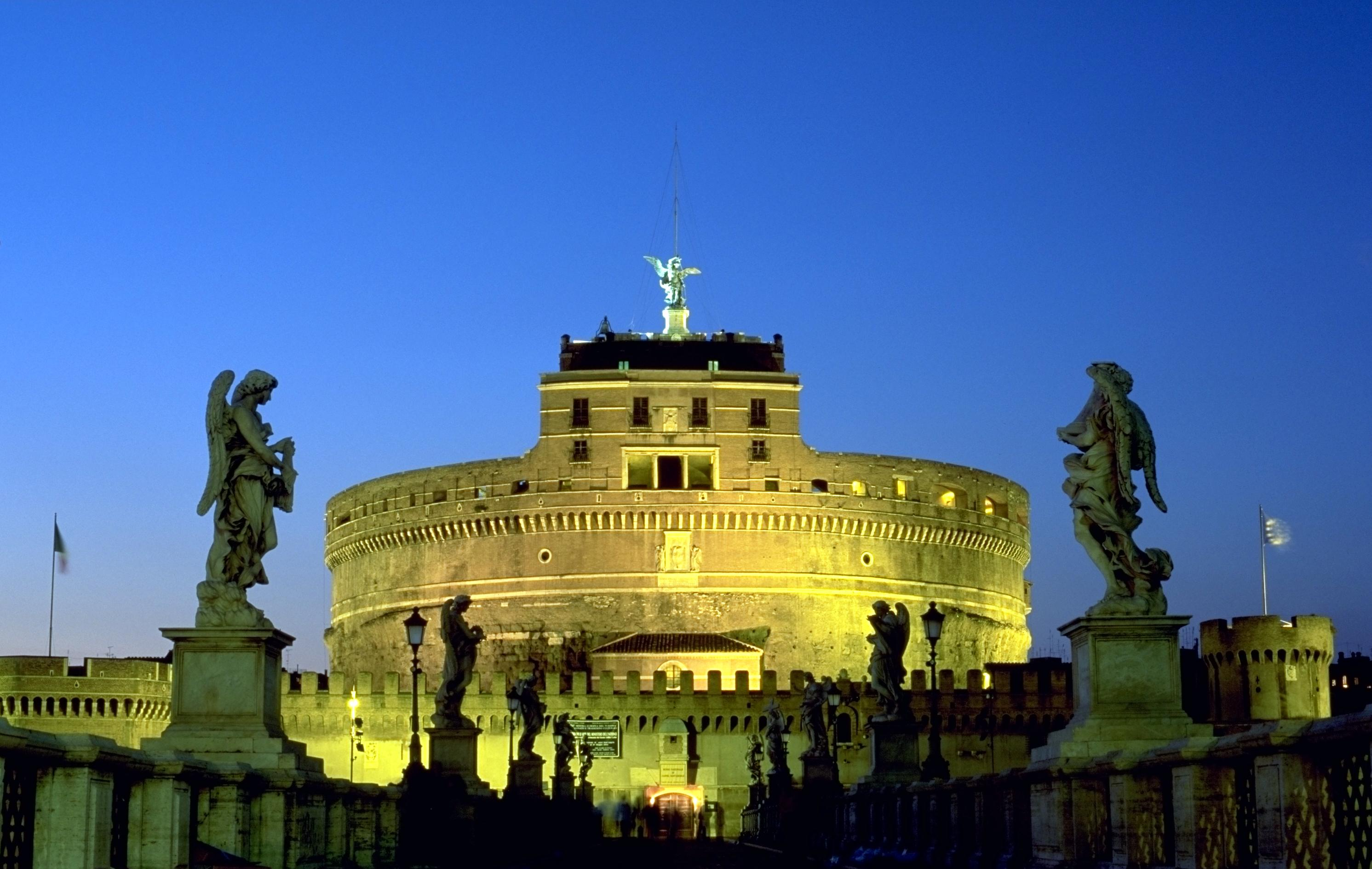
Andělský hrad, antické Hadriánovo mauzoleum

Kromě záliby v literatuře byl Hadrianus už od svého mládí vášnivým lovcem. V Asii údajně založil a zasvětil chrám na oslavu medvědice, již skolil. Je zdokumentováno, že v Egyptě ulovil spolu se svým oblíbencem Antinoem lva. V Římě nařídil vystavět monument, na němž byl na osmi reliéfech vyobrazen v různých fázích lovu. Dalším Hadrianovým kulturním příspěvkem bylo zavedení nošení vousů, symbolizujících císařovo filhelénství. S výjimkou Nerona, který byl rovněž velkým milovníkem řecké kultury, bývali všichni dřívější římští císaři oholení. Naproti tomu řada Hadrianových následovníků až do doby vlády Konstantina I. Velikého byla portrétována s vousy, jejichž nošení se za Hadriana stalo módní záležitostí.
Svým zaměřením byl Hadrianus oddán humanismu, a především filhelénství. Ve filozofii se přikláněl k Epiktétovi, Heliodorovi a Favorinovi, všeobecně byl však pokládán za stoupence epikureismu, mezi něž patřili také jeho přátelé. Jeho filozofické postoje se odrážely i v jeho snaze o zlepšení životních poměrů obyvatelstva. Tudíž zakázal mučení otroků a všeobecně zmírnil otroctví, jež se stalo humánnějším. Dále nechal budovat knihovny, akvadukty, lázně a divadla. Při pobytu v Řecku v roce 128 se pokusil vytvořit určitý druh shromáždění, reprezentující dosud poloautonomní městské státy Řecka a Iónie. Tato instituce, známá jako Panhellenion, nepřinesla i přes císařovo úsilí větší spolupráci mezi Helény. Mnohými dějepisci je Hadrianus hodnocen jako moudrý a spravedlivý vládce, a dokonce byl nazván „prvním služebníkem říše“. Britský historik Edward Gibbon se pochvalně vyslovoval o císařově „rozšafnosti a umírněnosti“, stejně jako o jeho „neúnavné činnosti“.
Po své smrti byl Hadrianus pohřben v mauzoleu, nacházejícím se v Římě na pravém břehu řeky Tibery, přes niž byl vybudován Aeliův most (Pons Aelius). Mauzoleum bylo ve středověku přetvořeno v pevnost papežů, známou nyní jako Andělský hrad. Jeho původní rozměry byly úmyslně navrženy tak, aby velikostí předčil dřívější Augustovo mauzoleum. Podle Cassia Diona byla po Hadrianově úmrtí v Římě vztyčena obrovská jezdecká socha tohoto císaře.

### Administrativní reformy

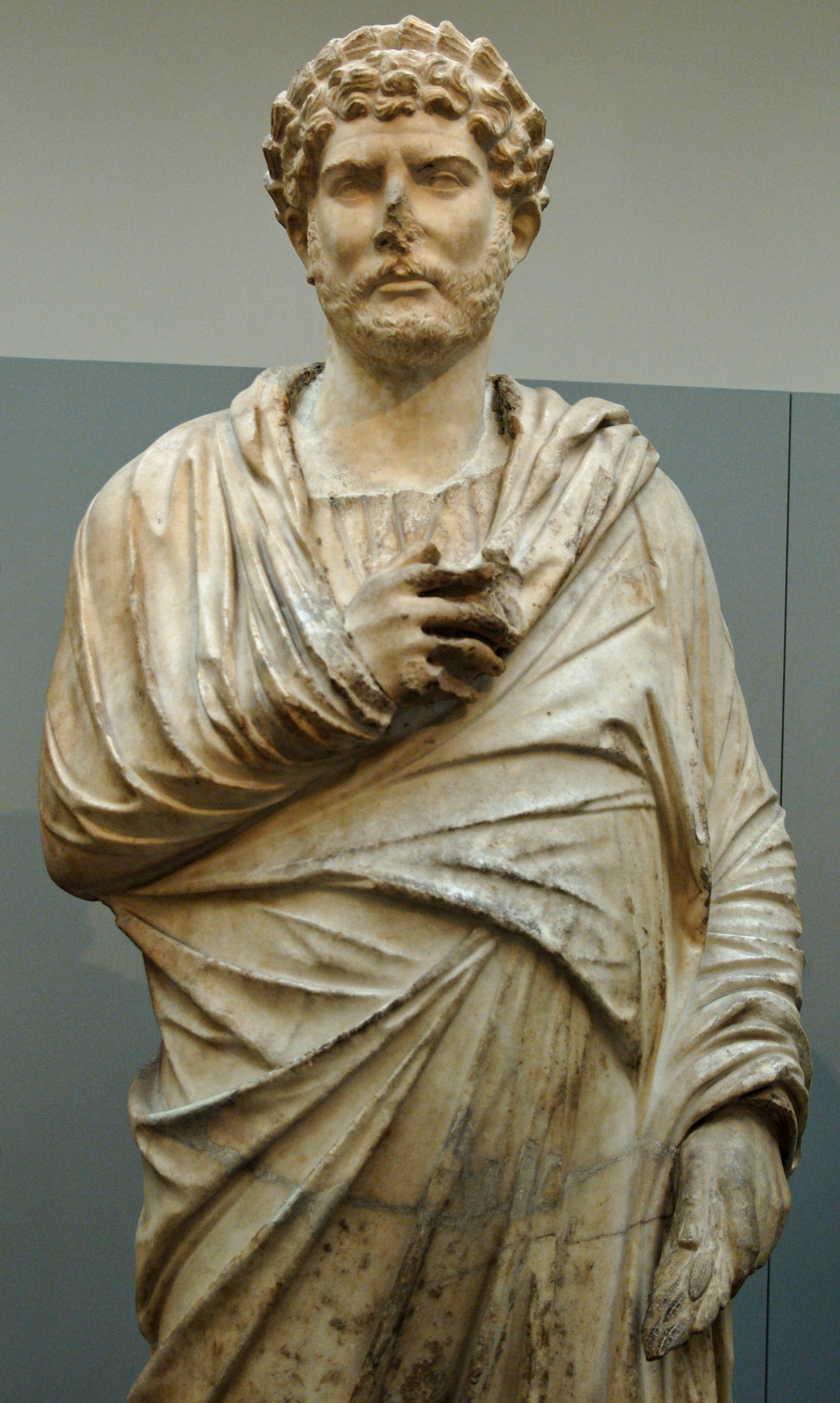
Tato socha Hadriana v řeckém šatu byla vytvořena v 19. století spojením hlavy Hadriana a trupu neznámého původu

Hadrianus si počínal jako zdatný organizátor nejen ve vojenství, nýbrž se projevil taktéž jako vynikající administrátor. Za jeho vlády byla uskutečněna kompletní reforma císařského správního systému, doprovázená transformací veřejných financí a zlepšením diplomatických vztahů se zahraničím. Těmito změnami císař usiloval o standardizaci státních orgánů, jež měla vést ke konsolidaci hranic impéria, čehož mělo být dosaženo odstraněním překážek účinné obrany státu a vytyčením sfér vlivu uzavíráním spojeneckých smluv s cizími národy. Hadrianova politika se vyznačovala tolerancí vůči příslušníkům odlišných kultur a náboženství. Křesťané se tak za jeho vlády dočkali větší svobody.
Zásadní reformou prošly stěžejní instituty římského právního systému, praetorský edikt (edictum praetoriis) a edikt kurulských aedilů, které představovaly souhrn postupně propracovaných právních principů, jimiž se magistráti při svém uvedení do úřadu zavazovali řídit. V rámci praetorského ediktu docházelo k doplnění, vyložení, případně opravení občanského práva (ius civile) z vlastní iniciativy praetorů. Hadrianus chtěl však omezit veškerou normotvorbu jejím podřízením císařově kontrole. Pověřil proto tehdejšího význačného právníka Publia Salvia Juliana, aby doposud každoročně publikované a obměňované edikty magistrátů redigoval, čímž vznikl „Hadriánův věčný edikt“ (edictum perpetuum Hadriani), jenž mohl být pozměňován pouze se svolením císaře podle doporučení jemu podléhající a jím vybírané skupiny expertů. Tato Hadrianova centralistická snaha měla podstatný dopad na další vývoj římského práva. Přestože přesné znění ediktu není známo, právník Ulpianus k němu vyhotovil rozsáhlý komentář obsahující četné citace, jež byly později zahrnuty do Justiniánových Digest.
Ráznou proměnou prošla císařská administrativa, nabývající za Hadriana stále byrokratičtější ráz. Přesnějším vymezením kompetencí úředníků a zavedením fixních ročních platů se státní správa stala stabilnější a přestala být tolik ovlivňována změnami na trůnu. Poradní sbor císaře (consilium principis), existující od dob Augusta, povýšil na stálý orgán, složený zvláště ze znalců v oboru práva. Správu Itálie přiblížil Hadrianus provinciím, když v Itálii zřídil čtyři soudní obvody, do jejichž čela jmenoval bývalé konzuly. Císařovým záměrem nebylo ovšem znehodnocení výsadního postavení Itálie, ale zrovnoprávnění ostatních částí říše. Od příslušníků jezdeckého stavu (equites) přestala být vyžadována vojenská služba jako nezbytný předpoklad k civilní kariéře. Schopní jezdci vytlačovali z císařské administrativy propuštěnce, a dokonce zastávali členství v Hadrianově poradním sboru.
Hadrianus velmi pečoval o úsporné nakládání se státními prostředky. Nechal prověřit finanční účty říše, načež objevil ohromnou sumu daňových nedoplatků, jejichž výše činila kolem 900 milionů sesterciů. Místo vymáhání těchto pohledávek se je rozhodl odepsat jako nedobytné. Záznamy o těchto dluzích byly následně veřejně spáleny, což zvýšilo císařovu popularitu mezi obyvatelstvem. Jmenoval také úředníka s titulem advocatus fisci, který zodpovídal za kontrolu hospodaření císařské pokladny (fiscus). V letech Hadrianovy vlády se dále setřely rozdíly mezi fiscem a senátory spravovanou státní kasou (aerarium).

### Cesty po říši
V průběhu svého panování Hadrianus prokázal výjimečnou zálibu v cestování, neboť navštívil mnohé vzdálené kouty impéria a po celá léta prodléval mimo Itálii. Na základě zkušeností z vlastní vojenské služby podnikl řadu inspekcí vojenských sborů rozložených v různých provinciích. Zatímco dřívější císařové opouštěli Řím většinou jen v případě válečných střetnutí, po jejichž skončení se brzy vraceli zpět do Itálie, Hadrianus strávil na cestách více než polovinu období své vlády. Dříve, než se vydal z Říma, získal si loajalitu vyšších vrstev římské společnosti a jmenoval pretoriánským prefektem spolehlivého vojenského veterána Quinta Marcia Turbona, jemuž svěřil dohled nad svými zájmy v hlavním městě. Podle tvrzení antických pramenů měly za Hadrianovy nepřítomnosti udržovat pořádek v Římě vojenské oddíly, nazývané frumentarii.
Při putování po provinciích Hadrianus přikazoval budovat veřejné stavby, jelikož byl přesvědčen o tom, že posílí stát spíše zdokonalením jeho infrastruktury než dobýváním či anexí cizích zemí. Hlavní náplň jeho cest obvykle spočívala v iniciování nových stavebních děl, navrhování budov, zakládání osad nebo zkrášlování řeckých měst. Hadriana doprovázel velký počet úředníků, architektů a stavitelů, jejichž ubytování a obstarání výživy způsobilo krajům, do nichž zavítali, nemalé dodatečné výdaje. Třebaže císařův pobyt přinášel velké části místních občanů značný prospěch, ostatní populace byla o to více zatížena daněmi a odvody jiného druhu. Při Hadrianově návštěvě Egypta bylo zabaveno obrovské množství potravin, takže nastal hlad a prudké zhoršení životních podmínek nejchudších obyvatel.
První Hadrianova cesta ve funkci císaře ho v roce 121 zavedla do Germánie a Raetie, kde vykonal kontrolu limitu a vyčlenil zdroje k jeho vylepšení. Ačkoli se po naplnění cíle této výpravy hodlal zaobírat svými kulturními zájmy, poté, co se doslechl o probíhajícím odboji v Británii, rozhodl se odebrat do této provincie a osobně prověřit tamní poměry.

#### Británie

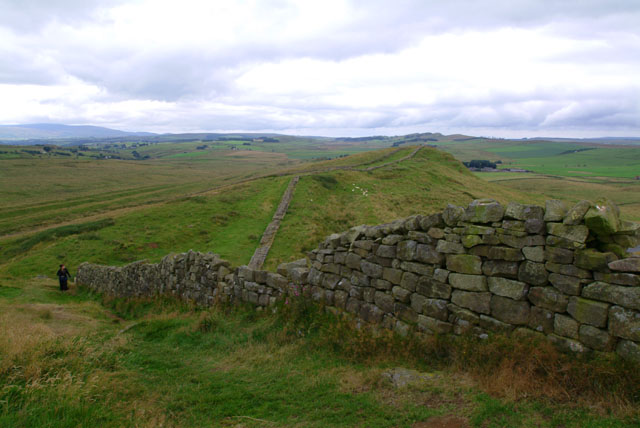
Hadriánův val poblíž Greenhead

V roce 119 vypuklo v Británii rozsáhlé povstání, trvající více než dva roky. Aby potlačil vzbouřence, vyslal Hadrianus na ostrov Quinta Pompeia Falcona. Jakmile byli Britanové zpacifikováni, nařídil císař v roce 122 zahájení výstavby Hadriánova valu. Důvody vytvoření tohoto díla se staly předmětem debat moderních badatelů a historiků. Podle původně převládajícího názoru z konce 19. století sloužil val pouze k vojenské obraně. Toto stanovisko bylo však na počátku 20. století zpochybněno. Mnozí autoři považovali val za symbolickou hranici římské moci nebo za monument, jenž měl Hadrianovi zajistit slávu, jíž nedosáhl ve válečném konfliktu. Nelze vyloučit, že vztyčením této zdi chtěl císař zamezit zahálčivosti vojáků, a předejít tak možné vzpouře. Případně se mohlo jednat o preventivní opatření, jehož cílem bylo zabránit pravděpodobným budoucím nájezdům či nekontrolované migraci kmenů z Kaledonie (dnešní Skotsko).
Hadrianus byl přesvědčen, že Kaledoňané odmítnou mírové soužití s Římany. Na druhou stranu si byl vědom náročnosti a nákladnosti dobývání vysočiny na severu, stěží ospravedlnitelného nepatrným přínosem. Proto přikročil k přetnutí ostrova obrannou linií, která byla na rozdíl od limitu vzhledem k nedostatku vhodného dřeva v oblasti zkonstruována z kamene. Nicméně západní úsek valu, mezi nynějším městem Carlisle a řekou Irthing, tvořila navršená zemina. Vybudování tohoto valu, jehož pozůstatky se dosud táhnou krajinou v délce mnoha kilometrů, je zřejmě nejproslulejším Hadrianovým skutkem. Současně se jedná o impozantní doklad Hadrianova úsilí o ustálení hranic říše, jemuž dal přednost před vedením válek a podrobováním nových teritorií. Za jeho vlády byla ještě v Eboraku (York) zhotovena svatyně k uctívání bohyně Britannie. Císař dal také razit mince, na nichž byla vyobrazena ženská postava personifikující Británii. Koncem roku 122 Hadrianus završil svoji návštěvu na ostrově a odplul na jih.

#### Orient a Anatolie

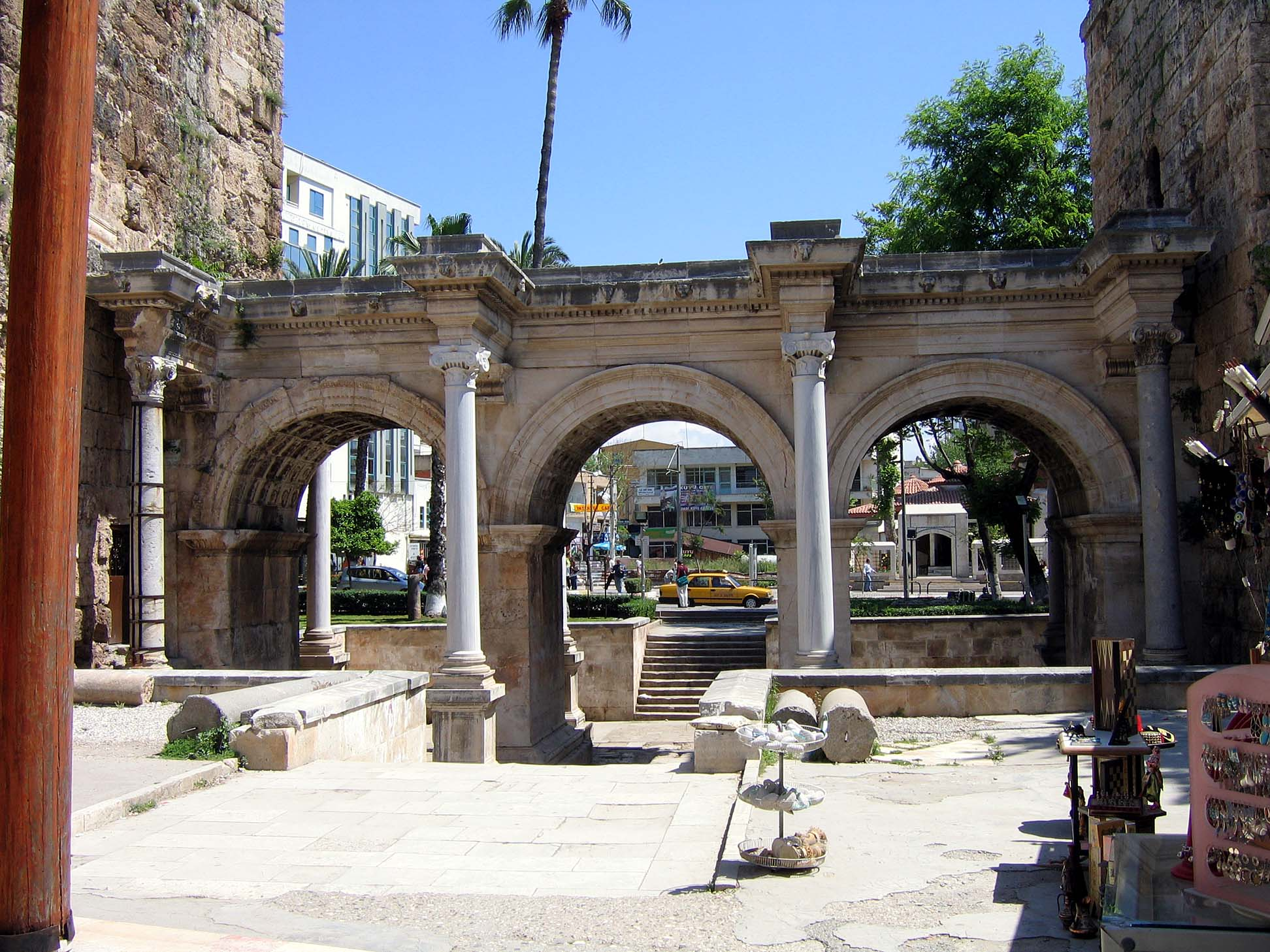
Hadrianova brána v turecké Antalyi byla postavena při příležitosti jeho návštěvy města v roce 130

V roce 123 přicestoval Hadrianus do Mauretánie, kde osobně vedl tažení proti domorodým povstalcům. Císařův pobyt na tomto místě byl brzy přerušen, jelikož ho tu zastihly zprávy o válečných přípravách Parthů, kvůli čemuž Hadrianus vyrazil na východ. Během cesty učinil zastávku v Kyréně, jejímž obyvatelům poskytl finanční prostředky k vojenskému výcviku zdejší mládeže. Kyréné měla již v předchozích letech prospěch z císařovy štědrosti, když v roce 119 obdaroval město penězi na rekonstrukci veřejných budov zničených při nedávném židovském povstání.
Po příchodu k Eufratu Hadrianus urovnal spory s Parthy uzavřením smlouvy s králem Osroém I. Po vykonání kontroly římského obranného systému se vydal na západ podél pobřeží Černého moře, načež vstoupil do Nikomédie, hlavního města Bithýnie, v němž strávil nadcházející zimu. Nikomédie se tehdy nacházela v neutěšeném stavu, neboť byla zle poničena zemětřesením, k němuž došlo krátce před císařovým příjezdem. Hadrianus opět projevil svoji štědrost a věnoval městu potřebné prostředky na opravy. Místním obyvatelstvem byl následně oslavován jako „obnovitel Orientu“. Zřejmě navštívil rovněž město Claudiopolis (Bolu) a zde se seznámil s pohledným Antinoem, asi třinácti nebo čtrnáctiletým mladíkem, s nímž udržoval homosexuální styky. Po setkání s Antinoem Hadrianus pokračoval v cestě po Anatolii. Při svém putování založil v Mýsii město pojmenované Hadrianutherae, jímž oslavil vydařený lov kance. Nedlouho nato nechal z oslnivě bílého mramoru zřídit chrám, v němž byl uctíván spolu s Traianem.

#### Řecko
Na podzim 124 se Hadrianus přesunul do Řecka, přičemž byl zasvěcen do eleusinských mystérií. Podle tradice měli být účastníci v určité fázi ceremonie ozbrojeni, od čehož však bylo upuštěno v zájmu předejití možného ohrožení císařova života. Poté Hadrianus vyhověl žádosti Athéňanů a provedl revizi jejich ústavy, kromě jiného vznikla nová fýla nesoucí císařovo jméno. V průběhu zimy procestoval Peloponés, o čemž se zmiňuje Pausaniás. Vděční občané Epidauru věnovali císaři sochu jako projev díků svému „obnoviteli“. Mimořádnou štědrost projevil Hadrianus vůči Mantineii. V březnu 125 vstoupil do Athén, kde mu náleželo přední místo při probíhajícím festivalu Dionýsií. Taktéž inicioval výstavbu četných veřejných budov, včetně akvaduktu, a především dal podnět k dokončení chrámu Dia Olympského.

#### Návrat do Itálie

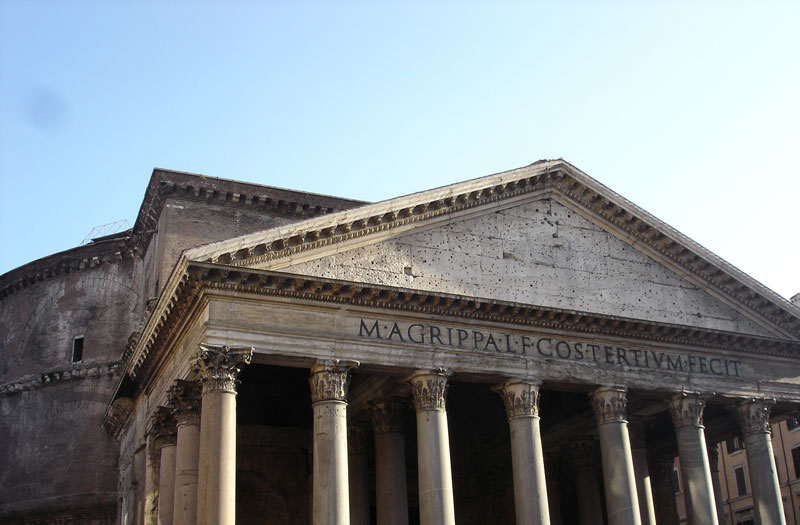
Pantheon rekonstruovaný za Hadriana

Z Řecka se Hadrianus odebral po moři do Itálie a při plavbě se zastavil na Sicílii. Ačkoli tam bylo nalezeno mnoho mincí oslavujících císaře, není známo, jakým činem si vysloužil tuto poctu. Po návratu do Říma byl přítomen završení přestavby Pantheonu. Záhy potom byly ukončeny také práce na Hadriánově vile v Sabinských horách, v níž císař nalezl klidné útočiště. Na počátku března 127 se Hadrianus vypravil na okružní jízdu po Itálii. Stejně jako při předchozích cestách jsou badatelé schopni určit trasu císařova postupu spíše z jeho skutků než z historických záznamů. V picenském městě Cupra Maritima opět zavedl kult bohyně Cupry a nechal zdokonalit odvodňovací systém Fucinského jezera. Nepříliš velké nadšení vyvolalo rozdělení Itálie na čtyři správní regiony, řízené císařskými legáty v hodnosti bývalých konzulů. Nicméně toto nepopulární opatření setrvalo v platnosti pouze za Hadrianovy vlády.
Někdy v této době Hadrianus onemocněl, ovšem povaha jeho choroby není známa. Zdravotní stav přesto císaři nezabránil uskutečnit zamýšlenou návštěvu Afriky, k níž došlo na jaře 128. Jeho příchod byl doprovázen příznivým znamením v podobě deště, jenž ukončil dlouhotrvající sucho. Vedle své obvyklé úlohy patrona a obnovitele měst si vyhradil čas i na inspekci vojsk. V létě téhož roku se vrátil zpět do Itálie, ale jeho pobyt zde měl jen krátké trvání, jelikož se brzy vydal znovu na východ.

#### Řecko, Asie a Egypt

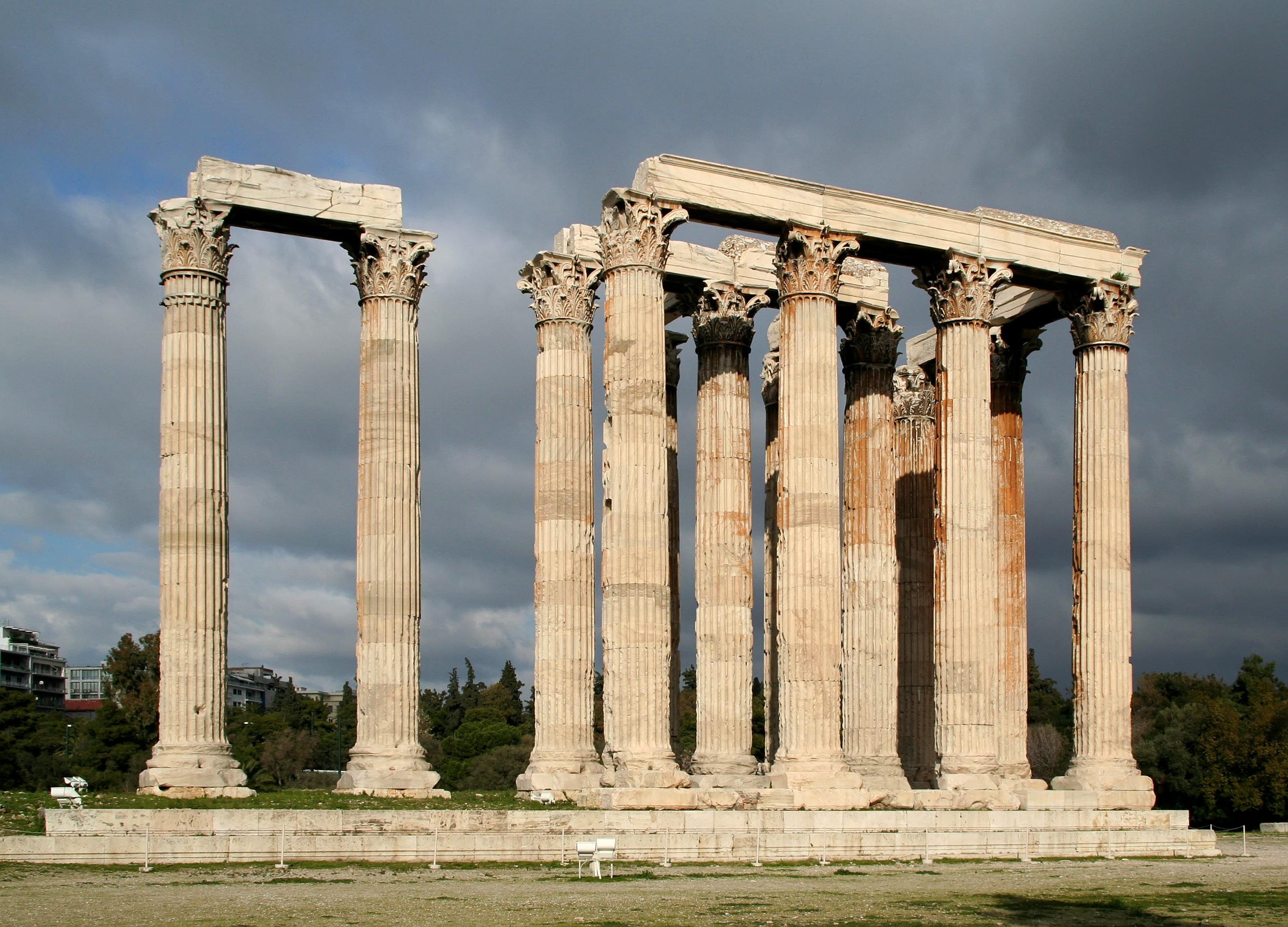
Chrám Dia Olympského v Athénách

V září 128 se Hadrianus opět účastnil eleusinských mystérií. Jak se zdá, při této návštěvě Řecka věnoval hlavní pozornost Athénám a Spartě, dvěma dávným rivalům, kdysi soupeřícím o hegemonii. Třebaže Hadrianus zvažoval myšlenku oživení delfské amfiktyonie, nakonec se rozhodl jinak. Jím navržená rada, nazvaná Panhellenion, měla sdružovat zástupce všech řeckých měst. Shromáždění této rady měla probíhat v chrámu Dia Olympského. Poté, co zahájil přípravy ke vzniku Panhellenia, odcestoval do Efesu, odkud pokračoval do východních provincií.
Během Hadrianova pobytu v Egyptě se Antinoos v říjnu 130 utopil v Nilu. Příčiny této tragické události zůstávají nejasné. Pravděpodobně se jednalo o nešťastnou náhodu, avšak vyskytly se rovněž domněnky o možné sebevraždě, Antinoově sebeobětování či vraždě. Hadrianus propadl hlubokému zármutku a nařídil vzdávat zesnulému úctu jako bohovi. Po Antinoovi byla pojmenována města, dále byly vyraženy medailony s jeho portrétem a v mnoha částech říše byly vztyčeny jeho sochy. V Bithýnii, Mantineii a Athénách byly vytvořeny chrámy, v nichž byl uctíván. Na jeho počest byly taktéž uspořádány četné slavnosti. Na místě jeho skonu poručil Hadrianus založit město, které bylo pojmenováno Antinoúpolis.

#### Řecko, Judea a Orient
Hadrianovy kroky po Antinoově smrti jsou poněkud nejasné. Zimu 131 až 132 přečkal v Athénách a potom se vrátil do Říma. V roce 134 odcestoval na východ kvůli židovskému povstání, k němuž došlo v Judeji o dva roky dříve. Z epigrafických nápisů lze doložit, že se měl osobně vypravit v čele vojska proti povstalcům. V roce 135 pobýval v Sýrii a odtud pak zamířil zpět do Říma.

### Bar Kochbovo povstání
Hadrianus navštívil v roce 130 rozvaliny Jeruzaléma opuštěného po skončení první židovské války, probíhající v letech 66 až 73. Různé antické prameny se rozcházejí v otázce příčin Bar Kochbova povstání. Cassius Dio připisoval vypuknutí židovské revolty císařovu úmyslu zřídit na místě Jeruzaléma římskou kolonii, pojmenovanou Aelia Capitolina. Na troskách starého židovského Chrámu vypáleného v roce 70 měla být navíc vybudována Jovova svatyně. Podle jiných zdrojů vyvolal mezi Židy nespokojenost Hadrianův zákaz tradičního rituálu obřízky, již Řekové a Římané pokládali za barbarskou formu tělesného mrzačení. Tato ostře protižidovská politika zvedla v Judeji značný odpor, do jehož čela se postavili Šimon bar Kochba a Rabi Akiva. V roce 132 zachvátilo povstání s mimořádnou intenzitou celou zemi. Přestože není prokázáno, zda se sám Hadrianus zapojil do konfliktu, povolal z Británie zdatného vojevůdce Sexta Julia Severa a do Judeje přikázal přisunout početné posily z dunajské hranice. Římané nasadili proti povstalcům enormní množství vojáků a vojenské techniky, ovšem při srážkách s fanatickými Židy utrpěli těžké ztráty. Prameny se dokonce zmiňují o tom, že Hadrianus ve zprávě římskému senátu opomenul uvést obvyklou frázi „já a legie jsme v pořádku“. Navzdory tomu byli rebelové posléze zatlačeni do hornatějších oblastí Judeje a v roce 135 byli po třech letech urputných bojů zdoláni. K poslední bitvě došlo v Bejtaru, pevnosti nacházející se jihozápadně od Jeruzaléma. Město bylo dobyto teprve po velice zdlouhavém obléhání, po jehož skončení Hadrianus nedovolil Židům pohřbít své mrtvé.
Podle nadsazených údajů Cassia Diona bylo při tomto střetnutí zabito 580 000 Židů, 50 opevněných měst a 985 vesnic mělo být zničeno. Židé, kteří přežili válečné běsnění a nebyli prodáni do otroctví, odešli do vyhnanství, čímž byla zcela redukována židovská populace ve Svaté zemi. I po skončení války vytrval Hadrianus v perzekvování Židů, neboť se pokusil úplně vykořenit judaismus, v němž spatřoval hlavní příčinu opakujících se vzpour. Židům tudíž pod hrozbou smrti zakázal vstup do Jeruzaléma, odepřel jim vyučovat Tóru a používat židovský kalendář a také nechal popravit židovské mudrce. Na Chrámové hoře bylo provedeno obřadné spálení posvátných židovských svitků, zatímco na místě, na němž stával Chrám, byly vystaveny dvě sochy zpodobňující Jova a Hadriana. Ve snaze vymazat cokoli, co by připomínalo Židy, Hadrianus odstranil dosavadní název provincie, jíž podle filištínských nepřátel Židů přejmenoval na Sýrii Palestinu (Syria Palaestina).

### Závěr života

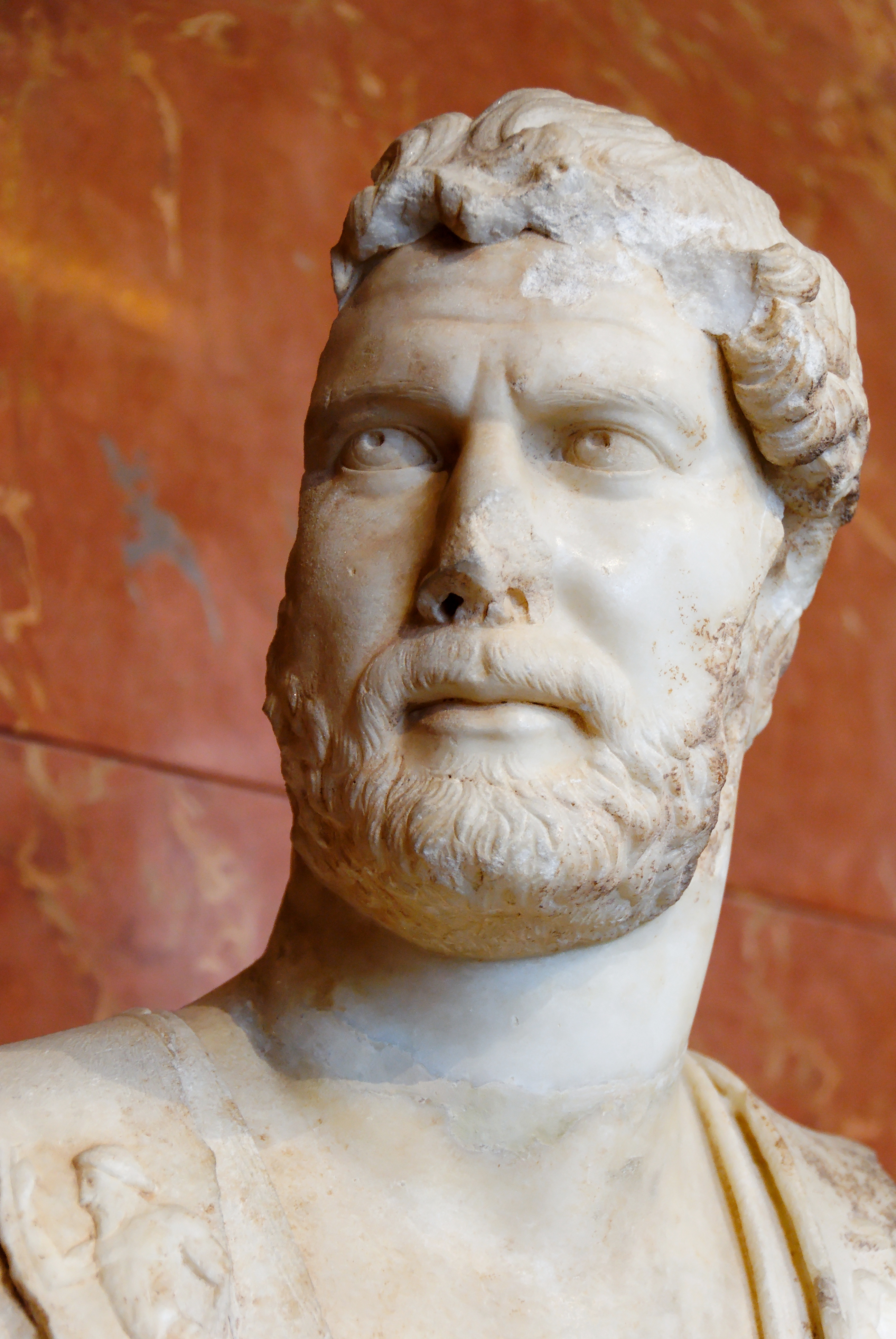
Hadrianova busta v Louvru

V roce 136 se Hadrianus vrátil do Říma ze své poslední cesty. V této době již trpěl vážnými zdravotními obtížemi, a proto se začal zaobírat úpravou nástupnictví. Jeho volba překvapivě padla na prostopášného Lucia Ceionia Commoda, řádného konzula onoho roku, který po své adopci přijal jméno Lucius Aelius Caesar. Jeho tchánem byl Gaius Avidius Nigrinus, jeden ze čtyř konzulárů popravených v roce 118. Aelius Caesar nevynikal ničím jiným kromě vlivných politických konexí. Protože veškerá jeho dosavadní kariéra byla úzce spjata se senátem, naprosto postrádal vojenské zkušenosti. Záhy byl obdařen tribunskou mocí (tribunitia potestas), dále mu byla svěřena správa Panonie a v roce 137 znovu zastával konzulát. Jeho chatrné zdraví ho ale zradilo a 1. ledna 138 zemřel.
Krátce po smrti Aelia Caesara Hadrianus adoptoval velmi váženého a bezdětného senátora Arria Antonina, jenž vstoupil do dějin jako Antoninus Pius. Ten sloužil jako jeden z císařských legátů vykonávajících správu Itálie a působil také jako prokonzul Asie. 25. února 138 Antoninus obdržel tribunskou moc a imperium. Hadrianus přiměl Antonina, aby adoptoval Lucia Ceionia Commoda, syna nedávno zemřelého Aelia Caesara, a Marca Annia Vera, příslušníka význačné rodiny a potomka blízkého Hadrianova přítele. Annius Verus byl už dříve zasnouben s Ceionií Fabií, dcerou Aelia Caesara. Hadrianovy záměry ohledně uspořádání nástupnictví vedou k různým spekulacím. Všeobecně panuje shoda v tom, že chtěl, aby po Antoninovi přešla vláda na Annia Vera. Vyskytují se i názory, podle nichž ve skutečnosti doufal především v následnictví Ceionia Commoda, syna svého adoptovaného syna. Nicméně vzhledem k silným vazbám Annia Vera vůči hispano-narbonské aristokracii, k níž Hadrianus rovněž příslušel, byl nucen vyjádřit přízeň Anniu Verovi. Mohl to být tedy spíše Antoninus Pius, strýc Annia Vera, kdo ho povýšil do pozice hlavního pretendenta císařského trůnu. Tomu by nasvědčovalo i pozdější zrušení zasnoubení Annia Vera s Ceionií Fabií a Verův sňatek s Antoninovou dcerou Annií Faustinou. Po smrti Antonina Pia se Annius Verus ujal vlády pod jménem Marcus Aurelius, přičemž Ceioniu Commodovi, tehdy známému jako Lucius Verus, svěřil z vlastního popudu podíl na řízení státu jako svému spolucísařovi.
Podle pramenů se Hadrianus v posledních letech svého života choval poměrně náladově a projevoval občasné tyranské sklony. Adopce Aelia Caesara se ukázala být velice nepopulární, neboť nebrala ohled na jiné dva potenciální uchazeče o moc: Hadrianova letitého švagra Lucia Julia Ursa Serviana a Servianova vnuka Gnaea Pedania Fusca Salinatora. Servianus a někteří další usilovali o to, aby se Pedanius Fuscus stal císařem po Hadrianovi. Ten chtěl zamezit hrozícím nástupnickým sporům, a nechal tudíž oba popravit.

### Smrt
Hadrianus umíral dlouho a za nesnesitelných bolestí. Po několika nezdařených pokusech o sebevraždu skonal 10. července 138 ve své vile v Bajích. Předpokládá se, že jeho smrt byla způsobena vinou selhání srdce. V roce 1980 byla zveřejněna studie zabývající se Hadrianovými klasickými sochami, na nichž byly zjištěny nepravidelnosti ušních lalůčků, jež jsou spojovány s ischemickou chorobou srdeční.
Senátoři chtěli zrušit mnohá Hadrianova ustanovení a hodlali odsoudit jeho památku prohlášením damnatio memoriae. Antoninus se však vyslovil proti zavržení svého adoptivního otce, a místo toho dosáhl jeho prohlášení za boha. Hadrianovo tělo bylo nejprve pohřbeno v Puteolech (Pozzuoli), nedaleko Bají, na statku kdysi vlastněném Ciceronem. Nedlouho poté bylo přeneseno do Říma a uloženo v Domitiiných zahradách, v blízkosti takřka hotového Hadriánova mauzolea. Po dokončení této stavby v roce 139 byly Hadrianovy ostatky spáleny a jeho popel byl umístěn do mauzolea společně s popelem jeho manželky Vibie Sabiny a adoptivního syna Aelia Caesara.